# آبشار آمونس کریک
آبشار آمونس کریک (به انگلیسی: Ammons Creek Falls) آبشاری است که در جورجیا، ایالات متحده آمریکا واقع شده و ارتفاع کلی ریزشگاه آن ۴۰ فوت (۱۲ متر) است.